# 1150 av. J.-C.
Cette page concerne l'année 1150 av. J.-C. du calendrier julien proleptique.

## Événements

### Amérique
- Apparition de grands villages dans la vallée d’Oaxaca, au Mexique. Les statuts sociaux apparaissent bien différenciés. Les riches sont enterrés avec des miroirs, des ornements de coquillages taillés, des jades, des boucles d’oreilles et des céramiques grises et blanches.

### Europe
- Destruction finale de Mycènes.

### Proche-Orient
- Règne de Shilhak-Inshushinak, roi d’Élam (fin en -1120).
- Victoire du roi d’Élam Shilhak-Inshushinak sur les Assyriens. L’Élam domine la Babylonie, le Zagros et la vallée du Tigre jusqu’à Arrapha (Kirkuk).
- Le nouveau pharaon Ramsès V, de la XXe dynastie, règne de 1150 à 1145 av. J.-C.
- Époque des « Juges » en Israël : Othoniel, Ehud, Barak, Débora, Gédéon, Jephté, Samson, Samuel (fin en -1030).
  - C’est sous la pression d’un danger précis et sur un mode plutôt défensif que les tribus mettent à leur tête un chef : c’est l’époque des Juges (shofet).

## Économie et société
- Les royaumes mycéniens, à l’infrastructure bureaucratique organisée, sont remplacés par des pouvoirs aristocratiques de type féodal. La société est fondée sur le collège des égaux provenant de la phratrie et de la tribu. Le basileus est à la tête de la tribu, vraisemblablement éligible. Une assemblée ou conseil tempère son pouvoir. Les « rois » d’Homère vivent assez simplement, la société et le travail ne sont pas fortement hiérarchisés comme à l’époque mycénienne.
- Le servage dans les zones où les Doriens se sont installés concerne les populations mycéniennes et autres, alors que les serfs descendent souvent des populations préhelléniques là où la supériorité des Achéens s’est affirmée.

## Art et cultures
- Persistance de l’art figuratif en Grèce : vase aux Guerriers de Mycènes. Les guerriers portent de nouveaux types de casques, des boucliers ronds échancrés et des cuissardes courtes, armement que l’on a rapproché de celui des Peuples de la mer.

- En Élam, petite maquette en bronze d’un haut lieu appelée « Sit Shamshi » (lever du soleil).

## Décès
- Ramsès IV, pharaon de la XXe dynastie, règne de (-1156 à -1150)